# Antonia Peyerl
Antonia Peyerl (Múnic, Alemanya, 1789) fou una cantant alemanya.
Era filla del també cantant alemany Johann Nepomuk Peyerl (1761-1800) i estudià piano i harmonia, i després cant. Essent encara una nena ja s'havia fet aplaudir en públic, fins que el 1804 aconseguí el seu primer triomf cantant l'Astasia de l'Axur d'Antonio Salieri.
Després d'una curta però brillant carrera, es retirà de l'escena el 1816. Vuit anys abans s'havia casat amb l'arquitecte Karl von Fischer (1782-1820).